# 3141 Бачер
3141 Бачер (3141 Buchar) — астероїд головного поясу, відкритий 2 вересня 1984 року.
Тіссеранів параметр щодо Юпітера — 3,114.